# Nimetazepam

Strukturformel för nimetazepam.

Nimetazepam, summaformel C16H13N3O3, är ett ångestdämpande och lugnande preparat som tillhör gruppen bensodiazepiner. Ämnet patenterades 1964 av läkemedelsföretaget Hoffman-La Roche.
Substansen är narkotikaklassad och ingår i förteckning P IV i 1971 års psykotropkonvention, samt i förteckning IV i Sverige.